# Collies ekstergaai
De Collies ekstergaai (Cyanocorax colliei, synoniem Calocitta colliei) is een zangvogel uit de familie Corvidae (kraaien). Deze vogel is genoemd naar de Schotse ontdekkingsreiziger Alexander Collie.

## Verspreiding en leefgebied
Deze soort is endemisch in westelijk Mexico.

## Status
De grootte van de populatie is in 2019 geschat op 50.000-500.000 volwassen vogels. Op de Rode lijst van de IUCN heeft deze soort de status niet bedreigd.